# 朱塞佩·維維斯
朱塞佩·維維斯（義大利語：Giuseppe Vives；1980年7月14日—）是一位意大利足球運動員。在場上的位置是中場。他現在效力於意大利足球甲級聯賽球隊都靈足球俱樂部。他也曾效力過萊切等球隊。